# Delphacodes latifrons
Delphacodes latifrons är en insektsart som först beskrevs av Franz Xaver Fieber 1872.  Delphacodes latifrons ingår i släktet Delphacodes och familjen sporrstritar. Inga underarter finns listade i Catalogue of Life.